# Rudolf Šrámek-Hušek
Rudolf Šrámek-Hušek (ur. 14 lutego 1907 w Mladej Boleslavi, zm. 9 czerwca 1962 w Pradze) – czeski hydrobiolog, profesor inżynierii rolniczej i leśnej Politechniki Czeskiej w Pradze.

## Życiorys
Pochodził z ubogiej rodziny, po ukończeniu gimnazjum w Pardubicach przez dwa lata pracował jako urzędnik pocztowy. Następnie rozpoczął studia Uniwersytecie Karola w Pradze na Wydziale Filozoficznym w zakresie zoologii, jego wykładowcą i mentorem był prof Karel Schäferna (1884-1950). Pod jego wpływem Rudolf Sramek-Hušek jako specjalizację wybrał hydrobiologię, w 1933 zdał egzaminy końcowe, ale nie przystąpił do obrony pracy magisterskiej. Po odbyciu obowiązkowej służby wojskowej odbył płatny staż, a następnie otrzymał etat nauczyciela kontraktowego. Po zachorowaniu na gruźlicę musiał przerwać pracę w szkole, podczas leczenia uzupełniał wykształcenie w zakresie języków obcych i historii oraz uzyskać dyplom ukończenia studiów. Przed wybuchem II wojny światowej powrócił do pracy nauczyciela i uczył w gimnazjum w Čáslaviu. Przez cały ten okres nie zaprzestał rozpoczętego podczas studiów procesu badań nad rozwielitkami i widłonogami. W 1943 hitlerowcy zamknęli gimnazja, wówczas Rudolf Šrámek-Hušek został pracownikiem nowo powstałej pracowni hydrobiologicznej w laboratorium biologicznym Narodowego Instytutu Gospodarki Wodnej w Pradze-Podbabie. Podczas okupacji udało mu się doprowadzić do powstania badawczej stacji hydrobiologicznej w Lázně Bohdaneč, którą zlikwidowano po wojnie. W 1945 obronił pracę doktorską w dziedzinie nauk przyrodniczych, dwa lata później habilitował się w zakresie Hydrobiologii w Kolegium Inżynierii Rolnictwa i Leśnictwa Politechniki Czeskiej w Pradze i uzyskał stanowisko docenta. Obrawszy za przedmiot swoich badań mikroorganizmy żyjące w stawach postanowił w 1950 opuścić Pragę i przenieść się do Sedlice koło Blatnej, w latach 1951–1958 prowadził badania założonej przez siebie terenowej stacji biologicznej, która stanowiła część Centralnego Instytutu Biologicznego. Po powstaniu Czechosłowackiej Akademii Nauk przeniósł się stacji badawczej zlokalizowanej w pobliżu miasta Třeboň. Równocześnie po sześciu lata powrócił do pracy pedagogicznej, rozpoczął wykłady na Wydziale Nauk Biologicznych Uniwersytetu Karola w Pradze. Od 1958 poświęcił się całkowicie pracy na uczelni, stanął na czele Katedry Hydrobiologii na Wydziale Zoologii. Przez wiele lat reprezentował Czechosłowację w Międzynarodowym Towarzystwie Limnologiioraz był członkiem Akademii Pracy Masaryka i Czechosłowackiego Towarzystwa Zoologicznego.

## Działalność naukowa
Działalność naukowa Rudolfa Sramka-Huška dotyczyła głównie systematyki i warunków występowania dwóch dużych grup skorupiaków (splewki i widłonogi), poświęcił się badaniu fauny i pierwotniaków. Jest autorem lub współautorem ponad 100 prac naukowych oraz 41 monografii.